# Juan Lopez Gallo

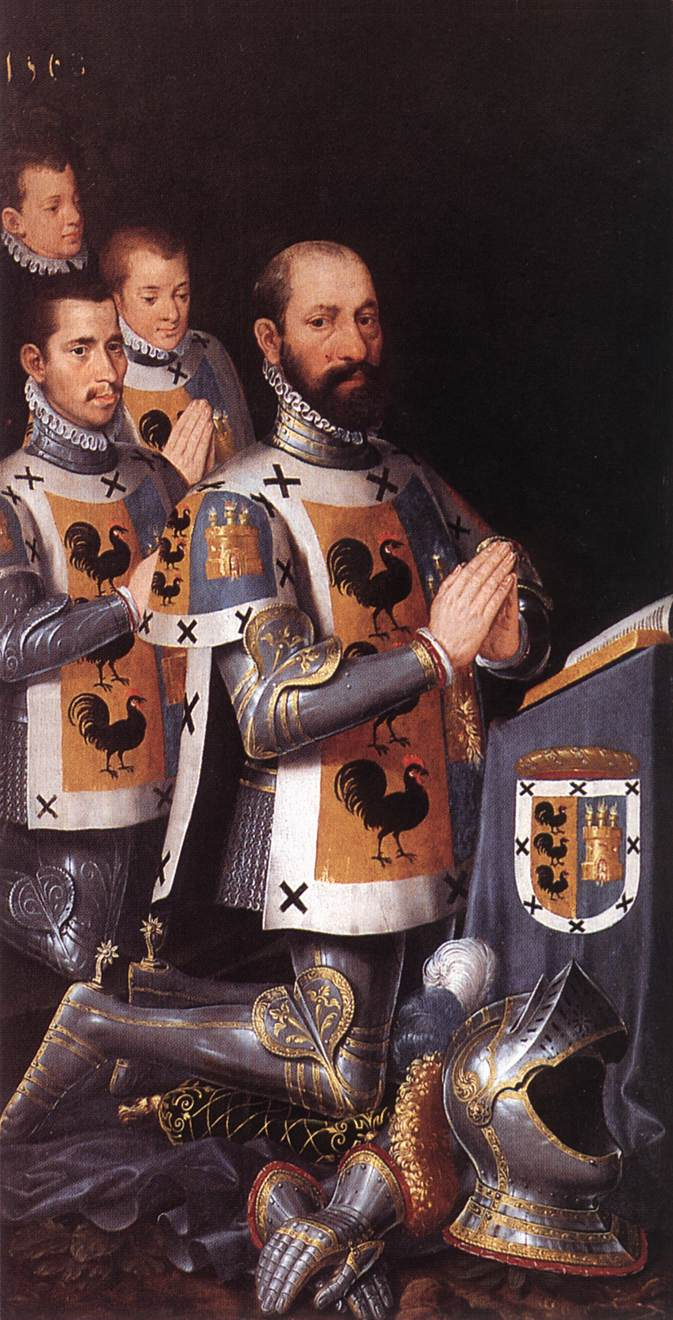
Juan Lopez Gallo door Pieter Pourbus

Juan Lopez Gallo (Burgos, Spanje, ca. 1500 – Brugge, 4 oktober 1571) was een Spaans-Brugs edelman.

## Levensloop
Juan Lopez werd in Spanje geboren. Hij behoorde tot een vermogende familie en kwam in de Spaanse Nederlanden getooid met de titels van ridder en raadsheer van de koning en vanaf 1557 (tot in 1561) met de functie van 'factor-major'. Hij diende dus de geldelijke belangen van de kroon te behartigen. Dit hield in dat hij leningen afsloot op de Antwerpse geldmarkt met de Castiliaanse domein- en belastinginkomsten als onderpand. Hij was zelf rijk, zodat hij aanzienlijke bedragen aan de koning kon lenen. In 1548 (toen woonde hij wellicht nog in Spanje) leende de kroon 64.000 ponden groot bij hem.
Hij trouwde met zijn nicht, Catharina Pardo († 1580), dochter van Silvester Pardo en Josine Lopez.
Vanaf 1558 woonde hij in het 'Hof van Meulebeke', een 14e-eeuws stadspaleis dat de naam De Zeventorentjes droeg, gelegen in de Hoogstraat in Brugge. Hij kocht een paar jaar later het ernaast gelegen huis genaamd Fransch Schild aan en maakte er de inkomstpartij van voor zijn woning. 
In 1561 werd hij verkozen tot hoofdman van de Brugse schuttersgilde van Sint-Sebastiaan en bleef dit tot aan zijn dood.
Lopez Gallo werd begraven in de kapel van de zusters dominicanessen in Assebroek en na de godsdiensttroebelen die dit klooster, genaamd Engelendale, verwoestten werden zijn stoffelijk overschot en dat van zijn vrouw overgebracht naar de kerk van de dominicanen in de Langestraat in Brugge.
Van zijn negen kinderen overleefden er drie hun vader:
- Juan Lopez Gallo, zijn 'hoir feodaal', die getrouwd was met Anna d'Aspremont,
- Barbara Lopez Gallo, die getrouwd was met kolonel Alonso Lopez Gallo,
- Catharina Lopez Gallo, die getrouwd was met Sancho d'Avila.

## Heerlijkheden

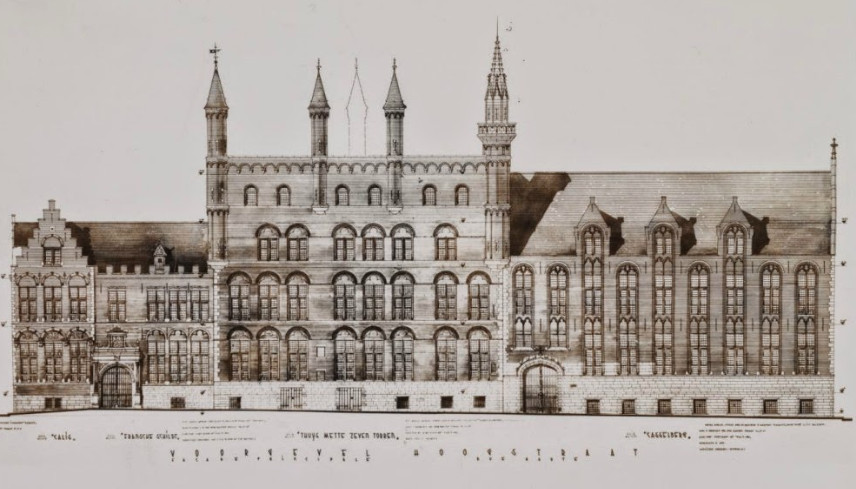
Huis De Zeven Torens, Antonius Sanderus, "Flandria Illustrata" (1641)

Lopez Gallo kon, dankzij zijn fortuin, verschillende aanzienlijke heerlijkheden aankopen. De voornaamste hiervan waren:
- De baronie Male - Op 6 maart 1558 werd door koning Filips II de heerlijkheid Male, met het kasteel van de graven van Vlaanderen, overgedragen op Juan Lopez Gallo. Dit was, samen met de heerlijkheid Sijsele, een vorm van betaling vanwege de kroon voor de som van 64.000 pond groten die ze aan Lopez verschuldigd was. Op 2 juni 1560 werd Juan Lopez Gallo tot eerste baron van Male verheven.
- De heerlijkheid Sijsele - Na een leen te zijn geweest, was de heerlijkheid Sijsele aan Jan van Sijsele ontnomen en teruggekeerd tot het domein van de graaf van Vlaanderen. Dit gebeurde in 1302 en was het gevolg van de houding van Jan van Sijsele die de kant van de Fransen had gekozen tegen graaf Gewijde van Dampierre en de Vlaamse opstandelingen. Pas op 11 maart 1558 verliet de heerlijkheid de grafelijke bezittingen, toen het samen met de heerlijkhaid Male in aflossing van een koninklijke schuld aan Lopez werd overgedragen.
- De heerlijkheid Vyve - In 1561 kocht Juan Lopez de heerlijkheid Vyve of Viven van Jacob Adornes.
- De heerlijkheid Hof ten Poele - In 1561 kocht Lopez van Guy de Hondecoutre deze heerlijkheid, gelegen op de parochies Sint-Pieters-op-den-Dijk en Sint Gillis.
- De heerlijkheid Voormezele - In 1566 kocht hij van Jan van den Heede de heerlijkheid Voormezele bij Ieper.

## Portret
In 1568 liet Lopez Gallo zich op het zijluik van een drieluik afbeelden. Het schilderij was van de hand van Pieter Pourbus. Het zijluik met zijn vrouw en dochters, evenals het middenpaneel, zijn zoek. 
Het paneel waarop Lopez is afgebeeld, werd in de negentiende eeuw praktisch gehalveerd (zijn patroonheilige werd weggesneden) en wat overbleef wordt bewaard in de reserves van het Brugse Groeningemuseum.

## Nakomelingen

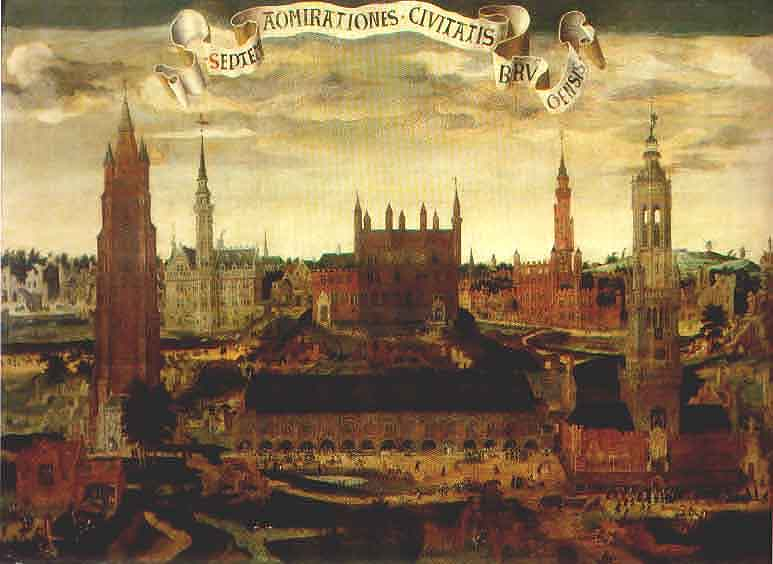
Huis De Zeven Torens, Pieter Claeissens ”De zeven wonderen van Brugge” (1560)

Juan Lopez Gallo werd opgevolgd door zijn gelijknamige zoon. Na diens dood in 1616 werd hij opgevolgd door zijn zoon Louis Lopez Gallo, die getrouwd was met Maria de Vicq. Na diens dood in 1648 ging de erfenis (huizen, baronie, heerlijkheden) naar zijn zoon Jean-Louis Lopez Gallo.
Deze Jean-Louis kon gaan studeren in Parijs, Lyon en Firenze en toen hij weer in Brugge kwam, werd hij verkozen tot hoofdman van de Sint-Sebastiaansgilde, wat hij bleef tot aan zijn dood. Dit belette niet dat hij vanaf 1666 onder voogdij werd geplaatst van zijn oom kanunnik Etienne de Vicq, deken van Sint-Donaas en dat hij vanaf 1678 (tijdelijk of bestendig) werd opgenomen in de psychiatrische inrichting Sint-Juliaan in Brugge, waar hij in 1692 als vrijgezel overleed. Zijn zus en erfgename, Marie-Louise, barones van Male, was eveneens geestesziek en stierf enkele maanden na hem.
Zonder nakomelingen, werden de erfgenamen via de opgaande lijn gezocht. Een verre neef, Charles-Louis Lopez, baron de Quincy, pas 17 jaar, werd in 1697 de algemene erfgenaam, nadat zijn vader, eveneens Charles Lopez was overleden. Hij verhief de lenen Male, Sijsele, Vyve en Ten Poele. Hij stierf jong en zonder nakomelingen, zodat zijn goederen overgingen op zijn moeder, Agnès de Clerou d'Hassonville. Zij en haar tweede echtgenoot, Gaspard de Gourcy (†1717), beschikten echter niet over de middelen om de lenen te verheffen en de eigendommen te bevrijden van de vele hypotheken en lasten die er op rustten.  Uiteindelijk werden de baronie Male en de heerlijkheid Viven verkocht aan de voornaamste schuldeiser, François Claesman (†1734) die op 1 juni 1712 officieel baron van Male werd. De heerlijkheid Sijsele werd aangekocht door graaf Joseph van Schoore (†1723), grootbaljuw van Brugge. De heerlijkheid Ten Poele werd in 1711 verkocht aan Jacob Veranneman, heer van Lannoy. De heerlijkheid Voormezele werd verkocht aan François Wynckelman de Walhove (†1759), grootbaljuw van de kasselrij Ieper.